# Falkenberg (powiat Tirschenreuth)
Falkenberg – gmina targowa w Niemczech, w kraju związkowym Bawaria, w rejencji Górny Palatynat, w regionie Oberpfalz-Nord, w powiecie Tirschenreuth, wchodzi w skład wspólnoty administracyjnej Wiesau. Leży w Lesie Czeskim, około 8 km na południowy zachód od Tirschenreuth, nad rzeką Waldnaab, przy autostradzie A93 i drodze B299.

## Zabytki i atrakcje
- zamek Falkenberg z XI w.
- zajazd z XII w.
- pomnik wojenny wybudowany w 1934
- Kościół parafialny pw. św. Pankracego (St. Pankratius)